# Alfred Werner (Offizier)
Alfred Werner (* 24. Oktober 1925 in Weßlinken; † 29. März 2014) war ein deutscher Flottillenadmiral der Bundesmarine.

## Leben
Werner, Vater eines Schmieds, trat am 1. Oktober 1943 in die Wehrmacht ein. Von Mai 1945 bis Oktober 1947 war er in US-amerikanischer und britischer Kriegsgefangenschaft. Ab April 1952 war er Mitarbeiter der Organisation Gehlen, legendiert als Mitarbeiter der Interessengemeinschaft für wirtschaftspolitische Forschung in Bremen, und wurde am 1. April 1956 in den Bundesnachrichtendienst übernommen. 
Am 16. Juli 1956 wurde Werner Oberleutnant zur See der Bundeswehr. Von der Indienststellung Anfang Juli 1960 bis September 1961 war er als Kapitänleutnant Kommandant des Torpedo-Schnellbootes Elster.
Als Fregattenkapitän war er von Januar 1968 bis Dezember 1969 Kommandeur des 7. Schnellbootgeschwaders.
Vom 1. April 1979 bis 31. Dezember 1981 war er als Kapitän zur See Stabsabteilungsleiter Fü M I im Führungsstab der Marine. Ab Januar 1982 war er, nun Flottillenadmiral, Stellvertreter des Amtschef und Chef des Stabes des Marineamtes. Anschließend war er vom 1. Oktober 1984 bis 31. März 1986 erneut Stabsabteilungsleiter Fü M I im Führungsstab der Marine. Anschließend wurde er in den Ruhestand versetzt.

## Auszeichnungen
- Verdienstkreuz 1. Klasse des Verdienstordens der Bundesrepublik Deutschland